# In-Q-Tel
In-Q-Tel es una entidad de capital riesgo sin fines de lucro con sede en el Condado de Arlington, Virginia. El primer nombre de la empresa fue Peleo, haciendo referencia al padre de Aquiles, aunque era conocida como In-Q-It. Posteriormente, y bajo la dirección de Gilman Louie, la entidad cambió su nombre oficial por In-Q-Tel.
La entidad tiene como misión identificar e invertir en las empresas que desarrollan tecnologías de vanguardia que puedan servir a los intereses de seguridad nacional de los Estados Unidos, además de mantener la Agencia Central de Inteligencia (CIA) equipada con lo último en tecnología de la información en apoyo de los servicios de inteligencia.
El trabajo se basa en un plan estratégico de evolución que define las principales necesidades tecnológicas de la Comunidad de Inteligencia de los Estados Unidos, comprometiéndose con los empresarios, las empresas en crecimiento, y los capitalistas de riesgo que puedan ofrecer tecnologías de capacidades superiores para agencias de seguridad como la CIA, DIA y NGA. In-Q-Tel se centra en tres áreas de tecnología comercial: el software, la infraestructura y la ciencia de materiales.
In-Q-Tel vendió 5.636 acciones de Google Inc., por valor de más de 2,2 millones de dólares, el 15 de noviembre de 2005.
En agosto de 2009, In-Q-Tel había examinado más de 7000 planes de negocios, invertido en más de 150 empresas y entregado más de 240 soluciones tecnológicas para la Comunidad de Inteligencia. En 2005 se dijo que se financiaría con unos 37 millones de dólares al año por parte de la CIA.

## Principales inversiones
In-Q-Tel posee ciertas funciones públicas, sin embargo, los productos que tiene y cómo se utilizan son estrictamente secretos. Según el Washington Post, prácticamente cualquier empresario, inventor o científico de investigación sobre análisis de datos, probablemente recibió una llamada telefónica de In-Q-Tel, o al menos ha sido buscado en Google por su personal.
A fecha de noviembre de 2020, In-Q-Tel ha tenido 7 unicornios, incluido Palantir Technologies, Pure Storage y FireEye. Sus coinversores más frecuentes son ARCH Venture Partners, Accel Partners y Lux Capital.
Algunas de las inversiones seleccionadas por In-Q-Tel son:

### Software
- Niantic Labs
- Algorithmic
- Authentica
- Agent Logic
- ArcSight
- Adapx
- Attensity
- AzTE PRISM
- A4Vision
- Boundless Spatial
- Basis Technology
- CallMiner
- Carnegie Speech
- Connectify
- Cassatt
- Convera
- Digital Reasoning
- Destineer
- Endeca
- FMS
- Forterra
- FireEye
- Fetch Technologies
- GeoIQ FortiusOne
- Geosemble
- Huddle
- Invacio
- InnoCentive
- Interset
- Inktomi Corp
- Initiate Systems
- Internet Evidence Finder
- Inxight
- Intelliseek
- Keyhole, Inc
- Language Weaver
- Lingotek
- Mohomine mohoClassifier
- MetaCarta
- MongoDB
- NetBase
- NovoDynamics
- Network Chemistry
- Oculis Labs
- Palantir Technologies
- PiXlogic
- Platfora
- Quantum4D
- Recorded Future
- ReversingLabs
- Spotfire
- SafeWeb PrivacyMatrix
- Silver Tail Systems
- SRD
- SRA OrionMagic
- Stratify
- Socrata
- Traction Software
- Tacit Knowledge Systems
- TerraGo
- Teradici Corporation
- Visual Sciences
- Visible Technologies
- Veracode
- zSpace
- Zaplet

### Biotecnología
- Biomatrica
- SpectraFluidics
- Arcxis Biotechnologies
- febit group
- Boreal Genomics
- T2 Biosystems
- OpGen
- Infobionics
- Microchip Biotechnologies
- Cambrios
- Seahawk Biosystems
- Sionex
- Polychromix
- IatroQuest
- IntegenX
- Seventh Sense Biosystems
- Sonitus Medical
- MedShape

### Electricidad
- Electro Energy
- Qynergy Corporation
- Infinite Power Solutions
- Skybuilt Power
- Semprius
- AdaptivEnergy
- Power Assure
- MiserWare

### Electrónicos
- Nanosys
- Alfalight
- IDELIX Software
- Perceptive Pixel
- WiSpry
- Nextreme Thermal Solutions
- Digital Solid State Propulsion
- Infinite Z
- Voxel8

### Video
- 3VR
- MotionDSP
- Pixim
- COPAN
- iMove
- Pelican Imaging
- LensVector
- InView Technology Corporation
- Rhevision
- Signal Innovations Group
- Elemental Technologies
- KZO Innovations
- VSee

### Infraestructura y Hardware
- Tyfone
- Genia Photonics
- Advanced Photonix, Inc.
- SitScape
- SpotterRF
- QD Vision
- GATR Technologies
- CoreStreet
- Redlen Technologies
- Etherstack
- Paratek microwave
- D-Wave Systems
- ThingMagic
- Dust Networks
- Ember Corporation
- Gainspan
- Tendril Networks
- TenXsys
- StreamBase
- Thetus
- Soflinx
- PlateScan
- Bay Microsystems
- Cleversafe
- Cloudera
- Asankya
- CopperEye
- Systems Research and Development
- Network Appliance

Fuente: Página de In-Q-Tel.

## Directivos
In-Q-Tel es una corporación registrada en Virginia, jurídicamente independiente de la CIA y de cualquier otra agencia gubernamental. In-Q-Tel es responsable ante el pueblo estadounidense y la CIA, obligado por su carta de acuerdo con el Estado de Virginia y la CIA, que establece la relación entre las dos organizaciones, y por un contrato anual con la CIA. Aunque In-Q-Tel es una entidad sin fines de lucro, excepcionalmente, sus empleados pueden beneficiarse de sus inversiones, diferenciándose de la IARPA y otros modelos. De acuerdo a los registros públicos, los directivos actuales de In-Q-Tel son los siguientes:
- Christopher A. R. Darby, presidente / CEO
- Michael M. Crow, presidente
- Bruce Adams, Secretario
- Paul G. Kaminiski, Director
- Jeong H. Kim, Director

## Otros empleados relacionados
Numerosas empresas notables y profesionales de la comunidad de inteligencia han estado involucrados con In-Q-Tel en diversas ocasiones, entre ellas destacan las siguientes:
- Michael D. Griffin - expresidente, y más tarde administrador de la NASA.
- Norman R. Augustine
- Gilman Louie
- Amit Yoran
- John Seely Brown
- Stephen Friedman
- Paul McMahon
- William Perry
- Alex J. Mandl
- Craig Goss
- Rob Pintor - exdirector de Evaluación de Tecnologías, antes de ser gerente de ventas de Google.
- Christopher K. Tucker, primer oficial jefe estratégico